# Anthony van Brouckhorst

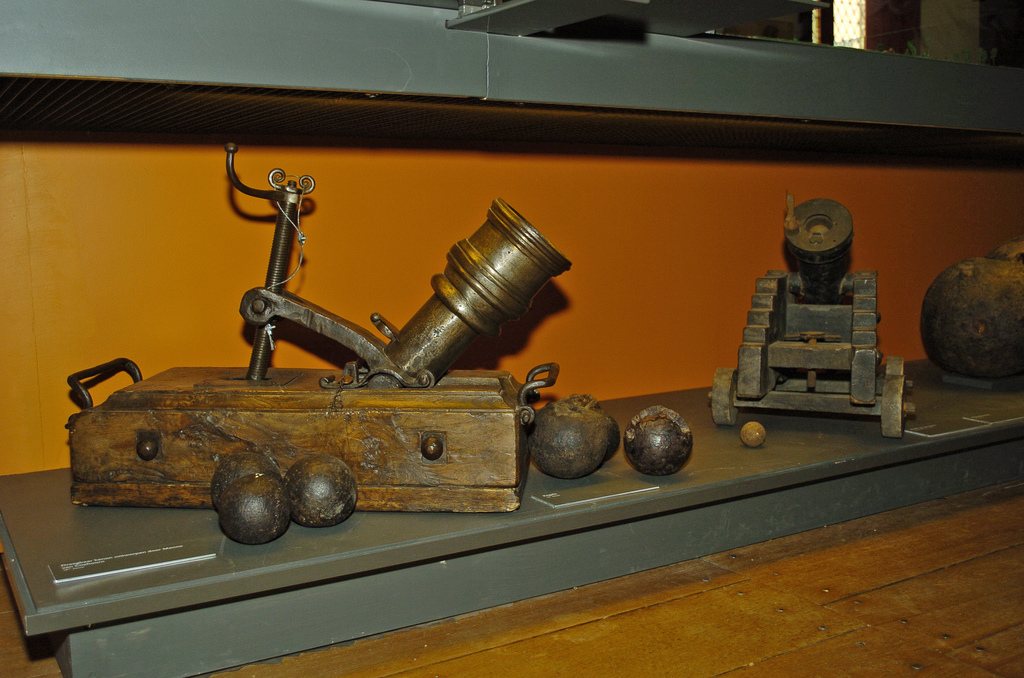
Mortier, bedoeld om op korte afstand over muren te schieten

Anthony van Brouckhorst was een Nederlands koopman en opperhoofd van achtereenvolgens Tonkin (1642-1649) en Dejima (1649-1950).

## Leven en werk
Van Brouckhorst vertrok in juli 1643 van Tonkin naar Dejima; in 1644 was hij weer gestationeerd in Tonkin. In 1646 kwam Jan van Riebeeck (1619-1677) bij hem in dienst, die zich het Vietnamees eigen maakte en een advies naar de Heren XVII over de handel stuurde. In het daaropvolgende jaar werd Van Riebeeck met inhouding van twee maanden salaris teruggestuurd naar het vaderland. In 1649 werd Van Bronckhorst benoemd tot opperhoofd van de handelspost. Van Brouckhorst en Andries Frisius, de nieuwe gezant (in plaats van Peter Blokhovius (circa 1599-1649)), kregen toestemming een bezoek te brengen aan de shogun. Het bezoek was steeds uitgesteld, vanwege ziekte, maar waarschijnlijker is dat de shogun zenuwachtig was. Op 31 december kwamen zij aan. Op 31 januari was de audiëntie gepland. Zij hadden stoffen, twee papegaaien, een telescoop, een vat wijn en twee mortieren als geschenk meegebracht. Ze waren vergezeld door de Zweedse deskundige Johan Schedler, die het gebruik van de mortier zou kunnen demonstreren, de Zwitserse zilversmid Johann Schmidt en de Nederlandse koopman en wiskundige Willem Bijlevelt (circa 1619-1654), die behoorde tot de tien gevangenen van Nambu in het jaar 1643 en het berekenen van de baan van de bommen zou kunnen uitleggen. In het uitgebreide en opgetooide gevolg bezocht de Duitse chirurgijn Caspar Schamberger, die de Japanners op de hoogte bracht van de Westerse geneeskunst, patiënten en leverde tevens medicijnen. Het bezoek duurde langer dan verwacht, omdat de Japanners belangstelling hadden voor de kunst van het landmeten. Vanwege kopiëren en overzetten van de sinus en cosinus, tangens en cotangens en secans en cosecans heeft het verblijf langer geduurd dan voorzien.
Van Brouckhorst werd op 18 januari 1651 benoemd tot de viceadmiraal van de retourvloot.